# Daniel Robin
Pour les articles homonymes, voir Robin.
Daniel Robin, né le 31 mai 1943 à Bron (Rhône) et mort le 23 mai 2018 à Longueuil (Québec),, est un lutteur français.
Il fut le premier double médaillé en lutte aux Jeux olympiques de 1968 à Mexico, en décrochant l'argent en lutte libre et en lutte gréco-romaine. Il fut ensuite joueur de rugby à XV (de 1971 à 1974), entraîneur de lutte (en France, en Espagne et au Mexique) puis vice-président de la Fédération française de lutte.
Il a été nommé en 2012 au Hall of fame de la FILA.

## Biographie
En 1967, Daniel Robin réussit son premier exploit lors des Championnats du monde de lutte à New Delhi en Inde en étant champion du monde de la discipline en libre, avant de devenir champion d'Europe.
Le 6 février 1968, lors des Jeux olympiques d'hiver de 1968 à Grenoble, il est l'avant-dernier relayeur de la flamme olympique qu'il transmet à Alain Calmat à l'entrée du monumental stade olympique de Grenoble.
Quelques mois plus tard, lors des JO de 1968 à Mexico, il remporte deux médailles d'argent : l'une en lutte libre, l'autre en lutte gréco-romaine. Il montre ses qualités physiques dans d'autres sports, en occupant pendant trois années le poste de talonneur au FC Grenoble, tout en poursuivant sa carrière de lutteur comme compétiteur jusqu'en 1973 puis comme entraîneur jusqu'en 1975.
En 1976, il prend le chemin du Québec pour y devenir technicien en sports de combat puis coordonnateur à l'élite sportive Montréal jusqu'en 2004, avant de revenir en France en 2005 pour occuper la place de vice-président de la Fédération française de lutte.
En 2010, Daniel Robin est choisi comme athlète modèle pour la lutte à l'occasion des premiers Jeux olympiques de la Jeunesse d'été à Singapour. Durant les JOJ, les athlètes modèles ont pour rôle de guider les jeunes athlètes en restant avec eux au village, en assistant aux compétitions et en participant à l'activité « Discussion avec les champions ».

## Palmarès (lutte)

### Jeux olympiques
- Jeux olympiques de 1968 à Mexico (Mexique) :
  -  Médaille d'argent en lutte libre (- 78 kg).
  -  Médaille d'argent en lutte gréco-romaine (- 78 kg).
- Jeux olympiques de 1972 à Munich (Allemagne) :
  - 5e en lutte libre (-  de 74 kg).
  - 6e en lutte gréco-romaine (- de 74 kg).

### Jeux méditerranéens
- Jeux méditerranéens de 1967 à Tunis
  -  Médaille d'or en lutte libre (- 70 kg).
  -  Médaille d'or en lutte gréco-romaine (- 70 kg).
- Jeux méditerranéens de 1971 à Izmir
  -  Médaille d'or en lutte gréco-romaine (- 74 kg).
  -  Médaille d'argent en lutte libre (- 82 kg).

### Championnats du monde de lutte
- 1963 : 5e en lutte gréco-romaine (- 70 kg).
- 1967 :  Médaille d'or en lutte libre (- 78 kg).
- 1970 : 5e en lutte gréco-romaine (- 74 kg).

### Championnats d'Europe de lutte
- 1968 :  Médaille d'or en lutte libre (- 78 kg).
- 1970 : 5e en lutte libre (- de 82 kg).
- 1970 : 6e en lutte gréco-romaine (- de 82 kg).
- 1972 : 4e en lutte libre (- de 74 kg).
- 1972 : 6e en lutte gréco-romaine (- de 74 kg).

### Championnats de France de lutte
- Champion de France de lutte libre : 1963 (- de 70 kg), 1964 (- de 70 kg), 1966 (- de 78 kg), 1967 (- de 78 kg), 1969 (- de 82 kg) et 1970 (- de 82 kg)
- Champion de France de lutte gréco-romaine : 1964 (- de 70 kg), 1965 (- de 70 kg), 1966 (- de 70 kg), 1967 (- de 70 kg), 1968 (- de 78 kg), 1971 (- de 74 kg) et 1972 (- de 74 kg).

## Carrière en rugby à XV
- 1971-1974 : FC Grenoble.